# Monaco trónörököseinek listája

A Monacói Hercegség címere

A monacói trónörökösök listája a Monaco trónjának első számú örököseit tartalmazza, akik első helyen álltak vagy állnak a trónöröklési sorban. A pozíciót hivatalosan 1882. május 15-én hozták létre, törvényerőre emelve az addig kialakult szokásjogot. Amennyiben a trónörökös férfi, úgy automatikusan megkapja a Baux őrgrófja címet, más esetben az uralkodó herceg viseli a titulust. A trónöröklésben a primogenitúra elve érvényesül. A jelenlegi trónörökös Jakab, aki ha trónra lép, II. Jakab néven fog uralkodni.

## Grimaldi-dinasztia
| Név          | Hivatali idő                            | Időtartam                 | Hivatali idő végének oka         |
| ------------ | --------------------------------------- | ------------------------- | -------------------------------- |
| (I.) Albert  | 1882. május 15. – 1889. szeptember 10.  | 7 év, 118 nap             | trónra lépett I. Albert néven    |
| Lajos        | 1889. szeptember 10. – 1922. június 26. | 32 év, 289 nap            | trónra lépett II. Lajos néven    |
| Sarolta      | 1922. június 27. – 1944. május 30.      | 21 év, 338 nap            | lemondott fia javára             |
| Rainier      | 1944. május 30. – 1949. május 9.        | 4 év, 344 nap             | trónra lépett III. Rainier néven |
| üresedés     | 1949. május 9. – 1957. január 23.       | 7 év, 254 nap             | elsőszülött lánya születése      |
| Karolina     | 1957 január 23. – 1958. március 14.     | 1 év, 50 nap              | öccse születése                  |
| (II.) Albert | 1958. március 14. – 2005. április 6.    | 47 év, 23 nap             | trónra lépett II. Albert néven   |
| Karolina     | 2005. április 6. - 2014. december 10.   | 9 év, 248 nap (84840 nap) | unokahúga születése              |
| Gabriella    | 2014. december 10.                      | 2 perc                    | ikeröccse születése              |
| Jakab        | 2014. december 10. óta                  | 3750 napja                |                                  |

## Fordítás
Ez a szócikk részben vagy egészben  a   Hereditary Prince of Monaco című angol Wikipédia-szócikk fordításán alapul.  Az eredeti cikk szerkesztőit annak laptörténete sorolja fel. Ez a jelzés csupán a megfogalmazás eredetét és a szerzői jogokat jelzi, nem szolgál a cikkben szereplő információk forrásmegjelöléseként.